# Овлочинська сільська рада
| Овлочинська сільська рада — сільська рада у Турійському районі Волинської області з адміністративним центром у селі Овлочин. Сільській раді підпорядковані населені пункти: - с. Овлочин - с. Крать - с. Ставки |

## Склад ради
Рада складається з 16 депутатів та голови.

### Керівний склад ради
| ПІБ                             | Основні відомості                                                                                  | Дата обрання | Дата звільнення |
| ------------------------------- | -------------------------------------------------------------------------------------------------- | ------------ | --------------- |
| Панібраць Володимир Миколайович | Сільський голова, 1969 року народження, освіта, безпартійний                                       | 26.03.2006   | 31.10.2010      |
| Ткачук Ігор Володимирович       | Сільський голова, 1982 року народження, освіта вища, член Всеукраїнського об'єднання «Батьківщина» | 31.10.2010   |                 |

Примітка: таблиця складена за даними джерела

## Загальні відомості
Історична дата утворення: в 1939 році.
В Овлочинській сільській раді працює 3 школи: 1 початкова, 1 неповна середня, 1 середня, 1 клуб, 1 бібліотека, 2 медичних заклади, 2 відділення зв'язку, 1 АТС на 100 номерів, 7 торговельних закладів.
Дороги здебільшо з ґрунтовим покриттям. Стан доріг задовільний.
На території сільської ради проходить Автошлях Т 0302 Піща-Кременець.

## Населення
Згідно з переписом УРСР 1989 року чисельність наявного населення сільської ради становила 1385 осіб, з яких 635 чоловіків та 750 жінок.
За переписом населення України 2001 року в сільській раді мешкало 1228 осіб.

### Мова
Розподіл населення за рідною мовою за даними перепису 2001 року:
| Мова       | Відсоток |
| ---------- | -------- |
| українська | 99,84 %  |
| російська  | 0,16 %   |